# Тянь-Шань
Тянь-Ша́нь (кирг. Ала-Тоо, Теңир-Тоо, тадж. Тиён Шон, кит. упр. 天山山脉, пиньинь Tiānshān shānmài, палл. Тяньшань шаньмай, уйг. تەڭرىتاغ‎, Тәңри тағ, каз. Алатау, Тәңіртау, узб. Tyan-Shan / Тян-Шан, Tangritogʻ / Тангритоғ, монг. Тэнгэр уул) — горная система, расположенная в Центральной Азии на территории четырёх стран: Кыргызстана, Казахстана, Китая (Синьцзян-Уйгурский автономный район) и Узбекистана.

## Этимология
Название «Тянь-Шань» по-китайски (天山, транскрипция: [tianshan]) имеет значение «небесные горы», или «божественные горы» (天 — «небо», «бог» или «день», 山 — «гора»). Как сообщает Э. М. Мурзаев, это название представляет собой кальку с тюркского Тенир («Бог неба») и Нишан («метка»), Тенир-Нишан.

## География
В систему Тянь-Шаня входят следующие орографические районы:
- Северный Тянь-Шань: хребты Кетмень, Джунгарский Алатау, Заилийский Алатау, Кюнгёй-Ала-Тоо, и Киргизский;
- Восточный Тянь-Шань[нем.]: хребты Борохоро, Ирен-Хабырга, Богдо-Ула, Халыктау (Карлыктаг[укр.]), Сармин-Ула, Куруктаг, Баркельтаг, Чельтаг, Борта-ула, Аврал-Ула, Нарат, Боро-хотан, Укен;
- Западный Тянь-Шань: Каратау, Каржантау, Таласский Ала-Тоо, Чаткальский, Коксу, Пскемский, Кураминский и Угамский хребты;
- Юго-Западный Тянь-Шань: хребты, обрамляющие Ферганскую долину и включающие в себя юго-западный склон Ферганского хребта;
- Внутренний Тянь-Шань: с севера ограничен Киргизским хребтом и Иссык-Кульской котловиной, с юга хребтом Какшаал-Тоо, с запада Ферганским хребтом, с востока — горным массивом Акшийрак с хребтами Терскей Ала-Тоо (выс. до 5216 м), Молдо-Тоо, Джетим, Ат-Башы;
- Центральный Тянь-Шань[кирг.]: Какшаал-Тоо, Сары-Джаз, Меридиональный, Майдантаг, Кёльпинчёльтаг[1][3];
- Высочайшей точкой является Пик Победы (7439 м)[1], расположенный на границе Кыргызстана и Синьцзян-Уйгурского автономного района Китая;
- следующая по высоте — пик Хан-Тенгри (в переводе на русский — «Дом Правителя Неба»: Хан — «правитель», Тенгри — «Небесный Бог»; Было принято совместное заявление КНР, Казахстана и Кыргызстана, что пик Хан-Тенгри рассматривается как принадлежащий вышеописанным государствам. Однако фактически пик находится в 12 километрах к западу от границы Синьцзян-Уйгурского автономного района Китая, проходящей по водоразделу.

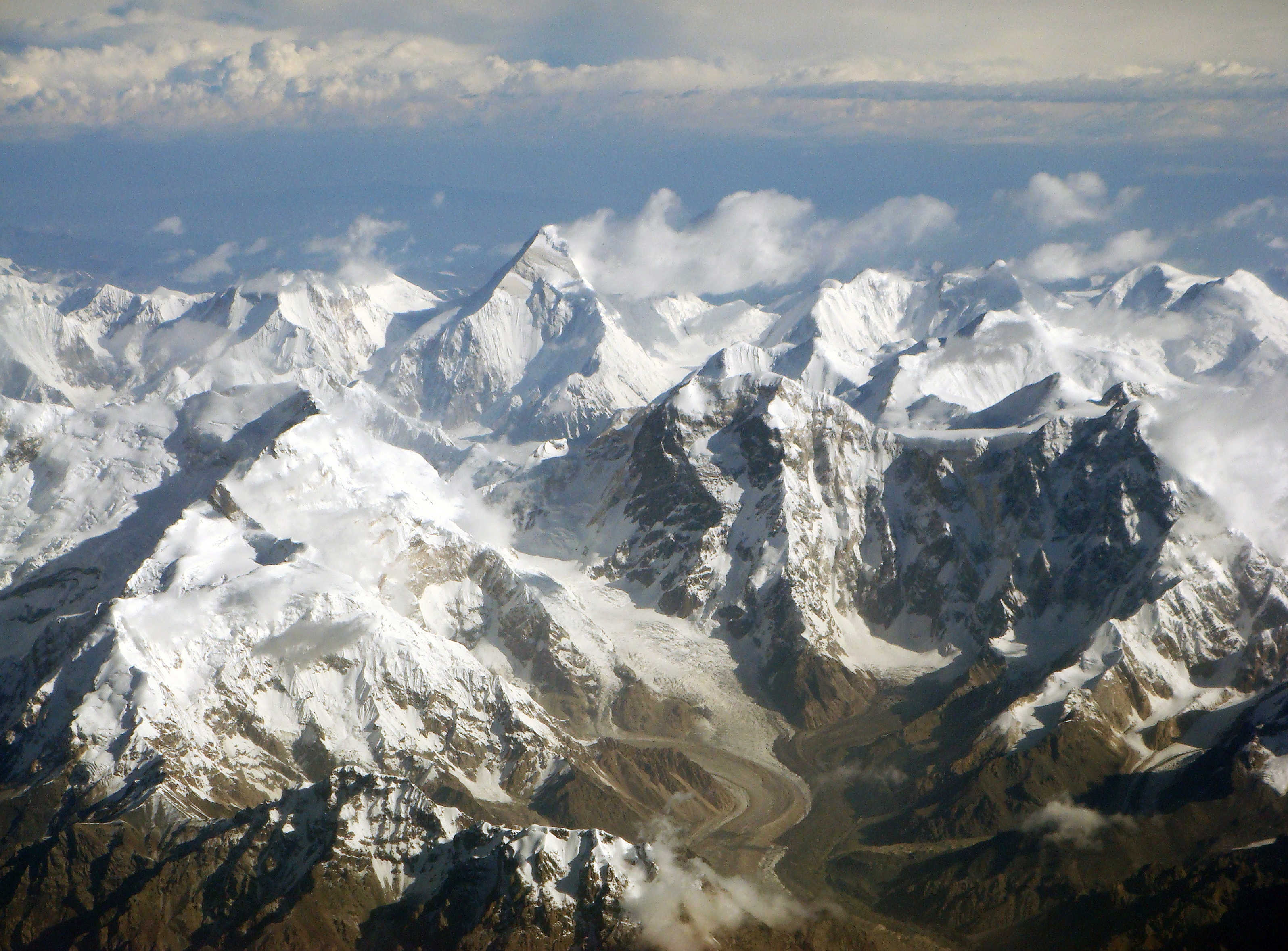
Центральный Тянь-Шань

От Центрального Тянь-Шаня к западу расходятся три горные цепи, разделённые межгорными котловинами (Иссык-Кульская с озером Иссык-Куль, Нарынская, Ат-Башинская и др.) и соединённые на западе Ферганским хребтом.
В Восточном Тянь-Шане две параллельные горные цепи (высота 4—5 тыс. м), разделённые впадинами (высота 2—3 тыс. м). Характерны высокоподнятые (3—4 тыс. м) выровненные поверхности — сырты. Общая площадь ледников — 7,3 тыс. км², наиболее крупный — Южный Иныльчек.
Протяжённость Тянь-Шаня с запада на восток составляет 2500 км. Альпийская складчатость, остатки древних выровненных поверхностей сохранились на высоте 3000—4000 м в виде сыртов. Высока современная тектоническая активность, часты землетрясения. Горные хребты сложены магматическими, котловины — осадочными породами.
Месторождения ртути, сурьмы, свинца, кадмия, цинка, серебра, в котловинах — нефть. Рельеф преимущественно высокогорный, с ледниковыми формами, осыпями выше 3200 м распространена многолетняя мерзлота. Есть плоские межгорные котловины (Ферганская, Иссык-Кульская, Нарынская). Климат континентальный, умеренный. Снежники и ледники.
Реки относятся к бассейнам внутреннего стока. Порожистые реки — Нарын, Чу, Или, Тарим, Кызылсу и многие другие. Крупные озёра: Иссык-Куль, Сон-Куль, Чатыр-Куль и другие.

### Хребты
Источник (без китайского Тянь-Шаня).
| Название              | Провинция / страна    | Государство             | Макс.высота (метров над уровнем моря) | Протяженность (км) | Площадь ледников (кв.км) |
| --------------------- | --------------------- | ----------------------- | ------------------------------------- | ------------------ | ------------------------ |
| хр. Пскемский         | Западный Тянь-Шань    | Кыргызстан, Узбекистан  | 4299                                  | 160                | 80                       |
| хр. Угамский          | Западный Тянь-Шань    | Казахстан, Узбекистан   | 4229                                  | 109                | 40                       |
| хр. Чаткальский       | Западный Тянь-Шань    | Кыргызстан, Узбекистан  | 4503                                  | 241                | 10                       |
| хр. Атойнокский       | Западный Тянь-Шань    | Кыргызстан              | 3897                                  | 74                 | 10                       |
| хр.Чандалаш           | Западный Тянь-Шань    | Кыргызстан, Узбекистан  | 3258                                  | 77                 | 3                        |
| хр. Кураминский       | Западный Тянь-Шань    | Таджикистан, Узбекистан | 3169                                  | 184                | 0                        |
| хр. Казыкурт          | Западный Тянь-Шань    | Казахстан               | 1768                                  | 35                 | 0                        |
| хр. Боралдайтау       | Западный Тянь-Шань    | Казахстан               | 1425                                  | 67                 | 0                        |
| хр. Каратау           | Западный Тянь-Шань    | Казахстан               | 2176                                  | 420                | 0                        |
| горы Алтынтопкан      | Западный Тянь-Шань    | Таджикистан             | 1156                                  | 27                 | 0                        |
| хр.Карамазор          | Западный Тянь-Шань    | Таджикистан             | 2071                                  | 32                 | 0                        |
| хр.Узунахматтау       | Западный Тянь-Шань    | Кыргызстан              | 4165                                  | 37                 | 0                        |
| хр.Колбатау           | Западный Тянь-Шань    | Кыргызстан[уточнить]    | 4000                                  | 28                 | 0                        |
| хр.Коржантау          | Западный Тянь-Шань    | Казахстан, Узбекистан   | 2834                                  | 65                 | 0                        |
| хр. Коксуйский        | Западный Тянь-Шань    | Кыргызстан, Узбекистан  | 3461                                  | 62                 | 0                        |
| хр.Таласский Ала-Тоо  | Западный Тянь-Шань    | Казахстан, Кыргызстан   | 4482                                  | 270                | 170                      |
| хр.Кунгей Ала-Тоо     | Северный Тянь-Шань    | Казахстан, Кыргызстан   | 4771                                  | 200                | 350                      |
| хр. Сарыбулак         | Северный Тянь-Шань    | Казахстан, Кыргызстан   | 1100                                  | 13                 | 0                        |
| горы Кольжабасы       | Северный Тянь-Шань    | Кыргызстан              | 1100                                  | 36                 | 0                        |
| горы Айтау            | Северный Тянь-Шань    | Казахстан               | 1052                                  | 82                 | 0                        |
| горы Жельтау          | Северный Тянь-Шань    | Казахстан               | 1000                                  | 49                 | 0                        |
| горы Киндыктас        | Северный Тянь-Шань    | Казахстан               | 1520                                  | 66                 | 0                        |
| хр.Какаипдыр          | Северный Тянь-Шань    | Казахстан               | 1608                                  | 12                 | 0                        |
| хр.Тегерек            | Северный Тянь-Шань    |                         | 2000                                  | 24                 | 0                        |
| хр. Караш             | Северный Тянь-Шань    | Кыргызстан              | 3100                                  | 27                 | 0                        |
| горы Окторкой         | Северный Тянь-Шань    | Казахстан               | 3050                                  | 27                 | 0                        |
| хр. Кастекский        | Северный Тянь-Шань    | Кыргызстан              | 2629                                  | 71                 | 0                        |
| хр.Жетыжол            | Северный Тянь-Шань    | Казахстан               | 3267                                  | 50                 | 0                        |
| хр. Сарытау           | Северный Тянь-Шань    | Казахстан               | 3722                                  | 41                 | 0                        |
| хр. Кетмень           | Северный Тянь-Шань    | Казахстан               | 3638                                  | 300                | 0                        |
| хр. Торайгыр          | Северный Тянь-Шань    | Казахстан               | 2413                                  | 23                 | 0                        |
| хр.Бокаидыктау        | Северный Тянь-Шань    |                         | 3016                                  | 23                 | 0                        |
| хр. Заилийский Алатау | Северный Тянь-Шань    | Казахстан               | 4973                                  | 350                | 484                      |
| хр.Какшаал-Тоо        | Центральный Тянь-Шань | Казахстан, Кыргызстан   | 7439                                  | 400                | 983                      |
| хр. Акширак           | Центральный Тянь-Шань | Кыргызстан              | 5126                                  | 57                 | 450                      |
| хр. Акшийрак          | Центральный Тянь-Шань | Кыргызстан              | 5126                                  | 44                 | 400                      |
| хр.Меридиональный     | Центральный Тянь-Шань | Кыргызстан              | 6873                                  | 93                 | 299                      |
| хр. Сарыджаз          | Центральный Тянь-Шань | Кыргызстан              | 6261                                  | 110                | 250                      |
| хр. Киргизский        | Центральный Тянь-Шань | Казахстан, Кыргызстан   | 4875                                  | 385                | 223                      |
| хр.Кеолю-Тоо          | Центральный Тянь-Шань | Казахстан, Кыргызстан   | 5285                                  | 49                 | 200                      |
| хр. Ферганский        | Центральный Тянь-Шань | Кыргызстан              | 4692                                  | 225                | 150                      |
| хр.Иныльчектау        | Центральный Тянь-Шань | Кыргызстан              | 5697                                  | 59                 | 150                      |
| хр.Джетим             | Центральный Тянь-Шань | Кыргызстан              | 4931                                  | 104                | 110                      |
| хр.Борколдой          | Центральный Тянь-Шань | Кыргызстан              | 5060                                  | 98                 | 60                       |
| горы Мансуртаг        | Центральный Тянь-Шань | Кыргызстан              | 4300                                  | 28                 | 60                       |
| хр. Нарын-Тоо         | Центральный Тянь-Шань | Кыргызстан              | 4530                                  | 125                | 35                       |
| горы Нура             | Центральный Тянь-Шань |                         | 4200                                  | 40                 | 25                       |
| хр.Карамойнок         | Центральный Тянь-Шань | Кыргызстан              | 4281                                  | 56                 | 20                       |
| хр.Каракокты          | Центральный Тянь-Шань | Кыргызстан              | 4400                                  | 47                 | 15                       |
| хр. Джетимбель        | Центральный Тянь-Шань | Кыргызстан              | 4395                                  | 91                 | 15                       |
| хр.Уччат              | Центральный Тянь-Шань | Кыргызстан              | 4733                                  | 69                 | 0                        |
| хр.Коктуньтау         | Центральный Тянь-Шань | Кыргызстан              | 4678                                  | 75                 | 0                        |
| хр.Майдантаг          | Центральный Тянь-Шань |                         | 4017                                  | 189                | 0                        |
| хр.Байбичетау         | Центральный Тянь-Шань |                         | 4347                                  | 40                 | 0                        |
| хр.Сусамыртау         | Центральный Тянь-Шань | Кыргызстан              | 4042                                  | 133                | 0                        |
| хр. Чарташ            | Центральный Тянь-Шань | Кыргызстан              | 3531                                  | 17                 | 0                        |
| хр.Оротау             | Центральный Тянь-Шань |                         | 2501                                  | 32                 | 0                        |
| горы Кунгей           | Центральный Тянь-Шань | Казахстан, Кыргызстан   | 2400                                  | 15                 | 0                        |
| горы Караджилга       | Центральный Тянь-Шань |                         | 2400                                  | 22                 | 0                        |
| хр.Кенколь            | Центральный Тянь-Шань |                         | 3750                                  | 23                 | 0                        |
| хр.Тахталык           | Центральный Тянь-Шань |                         | 3500                                  | 66                 | 0                        |
| хр.Джамантау          | Центральный Тянь-Шань | Кыргызстан              | 4718                                  | 70                 | 0                        |
| хр. Каратау           | Центральный Тянь-Шань |                         | 4066                                  | 21                 | 0                        |
| хр. Молдо-Тоо         | Центральный Тянь-Шань | Кыргызстан              | 4185                                  | 150                | 0                        |
| хр.Кениримтау         | Центральный Тянь-Шань |                         | 4351                                  | 39                 | 0                        |
| хр.Байдула            | Центральный Тянь-Шань |                         | 3988                                  | 34                 | 0                        |
| хр. Сонкельтау        | Центральный Тянь-Шань | Кыргызстан              | 3856                                  | 61                 | 0                        |
| хр. Каван             | Центральный Тянь-Шань |                         | 4144                                  | 32                 | 0                        |
| хр. Орток             | Центральный Тянь-Шань |                         | 3257                                  | 21                 | 0                        |
| хр. Джумгал-Тоо       | Центральный Тянь-Шань | Кыргызстан              | 3948                                  | 103                | 0                        |
| хр. Ойгаинг           | Центральный Тянь-Шань |                         | 4273                                  | 39                 | 0                        |
| хр.Капкатас           | Центральный Тянь-Шань |                         | 4146                                  | 58                 | 0                        |
| хр.Карагоман          | Центральный Тянь-Шань |                         | 4227                                  | 31                 | 0                        |
| хр. Караджорга        | Центральный Тянь-Шань |                         | 3988                                  | 69                 | 0                        |
| хр.Каракыр            | Центральный Тянь-Шань |                         | 4414                                  | 24                 | 0                        |
| хр. Торугарт          | Центральный Тянь-Шань | Кыргызстан, Китай       | 5108                                  | 58                 | 0                        |
| хр. Атбаши            | Центральный Тянь-Шань | Кыргызстан              | 4786                                  | 136                | 0                        |
| хр.Джихларт           | Центральный Тянь-Шань |                         | 4025                                  | 30                 | 0                        |
| хр.Кектун             | Центральный Тянь-Шань |                         | 4506                                  | 75                 | 0                        |
| хр. Терскей Алатау    | Центральный Тянь-Шань | Казахстан, Кыргызстан   | 5216                                  | 375                | 1080                     |

## Ландшафт, флора и фауна
Сухость и континентальность климата обусловливают преобладание в Тянь-Шане горных степей и полупустынь. Полупустыни занимают верхние части предгорий и участки в пределах межгорных впадин: на северных склонах они располагаются на высоте 1600—2100 метров, на южных поднимаются до 2200 метров. Почвы — тёмные серозёмы и серо-бурые полупустынные, по понижениям рельефа — солончаки и солонцы. Растительность покрывает 15—25 % поверхности; преобладают полынно-ковыльно-солянковые сообщества, во Внутреннем и Восточном Тянь-Шане — также поташник, карагана.
Степи распространены на высотах от 1000—1200 до 2500—2600 метров в западной части, и от 1800 до 3000 метров на южных склонах Восточного Тянь-Шаня. Почвы светло-каштановые и светло-бурые горно-степные. Основу растительного покрова, который покрывает 50 % поверхности, составляют полынь, типчак, ковыль, житняк, чий, карагана.
В хребтах Юго-Западного Тянь-Шаня, на тёмных выщелоченных серозёмах и коричневых почвах, располагаются субтропические степи. Растительность составляют пырей, луковичный ячмень, девясил, прангос, ферула, отдельные деревья и кустарники — абрикос, боярышник.
В пределах наиболее увлажнённых восточных частей межгорных впадин, на темно-каштановых почвах, формируются разнотравно-злаковые лугостепи. Растительность покрывает обычно 80—90 % поверхности. В верхней части степного пояса встречаются стелющиеся формы можжевельника. Полупустыни и степи используются как пастбища.
Леса в Тянь-Шане не образуют сплошного пояса, а встречаются в сочетании со степями и лугами. В периферийных хребтах Северного и Юго-Западного Тянь-Шаня они располагаются в среднегорьях на высоте 1500— 3000 метров, во внутренних районах гор — от 2200 до 3200 метров. Леса почти повсеместно (за исключением юго-западного Кыргызстана) расположены на северных склонах. В горном обрамлении Ферганской долины леса произрастают на юго-западных и южных наветренных склонах, что обусловливает их высокое увлажнение. На серых лесных почвах нижней части лесного пояса хребта Заилийский Алатау произрастают дикая яблоня, дикий абрикос (урюк), боярышник, осина, клён Семенова; в подлеске — кустарники (барбарис, крушина, жимолость, бересклет, шиповник). Выше 2000—2200 метров лиственные леса сменяются еловыми.
Субальпийские и альпийские луга располагаются главным образом на склонах северных экспозиций выше 3000—3200 метров; они обычно не образуют сплошного пояса, чередуясь с почти лишёнными растительности скалами и осыпями. На маломощных горно-луговых и лугово-болотных почвах — разнотравно-осоковые, часто заболоченные низкотравные луга; они используются как кратковременные летние пастбища.
На высоко расположенных (от 3000—3200 до 3400—3700 метров) сыртовых равнинах Внутреннего и Центрального Тянь-Шаня распространены ландшафты так называемых «холодных пустынь», растительность которых представлена дерновинными злаками, подушковидными сообществами (дриаданта и др.), на более прогреваемых участках — также полынью, на малогумусных, часто такыровидных почвах; местами — осоково-кобрезиевые луга. Используются как летние пастбища.
Выше 3400—3600 м повсеместно распространены ландшафты гляциально-нивального пояса (ледники, снежники, осыпи, скалы). Почвенный покров несформирован, растительность представлена в основном редкими мхами и лишайниками.
В равнинных районах Тянь-Шаня обитают: джейран, хорёк, заяц-толай, суслик, тушканчики, песчанки, слепушонка, лесная мышь, туркестанская крыса, змеи (гадюка, щитомордник, узорчатый полоз), ящерицы, птицы — жаворонок, каменка, дрофа, рябки, кеклик (куропатка), орёл-могильник.
Представители лесной фауны среднегорий — кабан, рысь, бурый медведь, барсук, волк, лисица, куница, косуля, акклиматизирована белка-телеутка, птицы — клёст, кедровка.
В высокогорьях и местами в среднегорьях обитают сурки, пищухи (красная, большеухая и илийская), серебристая и узкочерепная полёвки, горные козлы (теке), горные бараны (архары), горностай, изредка встречается снежный барс, птицы — альпийская галка, рогатый жаворонок, вьюрки, гималайский улар, орлы, грифы.
На озёрах — утки, горные гуси, лебеди, баклан, чёрный аист. Многие озёра богаты рыбой — осман, чебак, маринка.
Типичные и уникальные природные ландшафты охраняются в заповедниках — Аксу-Джабаглинском, Алма-Атинском, Чаткальском, Иссык-Кульском, Сары-Челекском, Нарынском, Каратал-Жапырыкском и национальных парках — Иле-Алатауском, Ала-Арча, Кыргыз-Ата, Кара-Шоро, Чонг-Кемин, Каракол.

## Исследования Тянь-Шаня

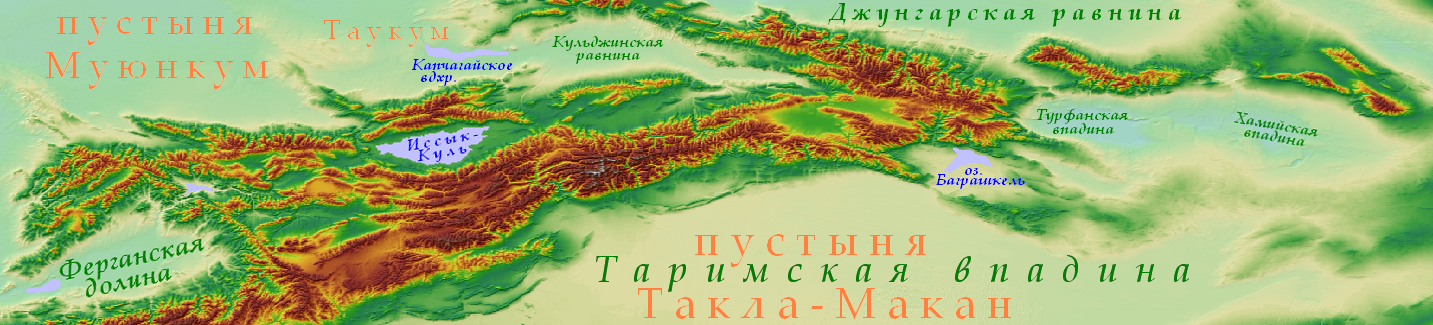
Рельеф Тянь-Шаня

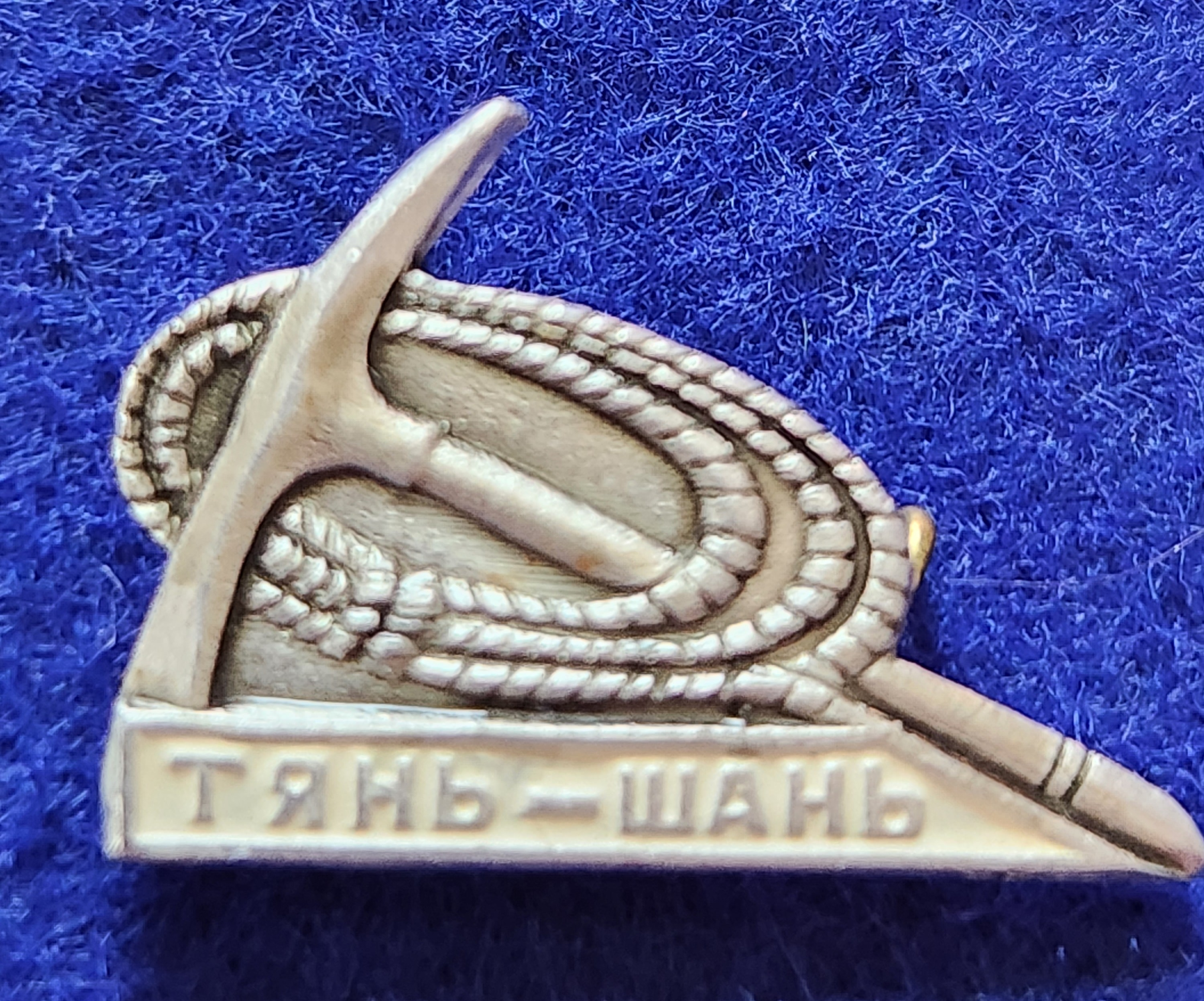
Тянь-Шань значок

Первым европейским исследователем Тянь-Шаня в 1856 году стал Пётр Петрович Семёнов, получивший за свой труд почетную приставку к фамилии — «Семёнов-Тян-Шанский».
В 1840-е годы исследования Тянь-Шаня с целью поисков вулканов в континентальной Азии проводил английский архитектор и художник Томас Уитлам Аткинсон, который описал свои путешествия в книге, изданной в Лондоне в 1858 году.

## Всемирное наследие ЮНЕСКО
В 2013 году Синьцзян — Тянь-Шань (кит. 新疆天山, пиньинь xīn jiāng tiān shān) включен в список объектов всемирного наследия ЮНЕСКО в Китае.
17 июля 2016 года в ходе заседания Комитета Всемирного наследия ЮНЕСКО в общий список был включён трансграничный природный объект «Западный Тянь-Шань». Отныне Западный Тянь-Шань присутствует в списках объектов Всемирного наследия ЮНЕСКО в Казахстане, Узбекистане и Кыргызстане.